# 시선공포증
시선공포증(視線恐怖症) 또는 스코포포비아(Scopophobia)는 다른 사람에 의해 보여지거나 응시되는 것에 대한 병적인 두려움을 특징으로 하는 불안 장애이다. 시선공포증은 또한 자신에게 주목되는 것에 대한 병적 두려움과 연관 될 수 있다.

## 증상
시선공포증이 있는 사람은 일반적으로 대중 연설과 같이 관심이 집중되는 사회적 상황에서 증상을 나타낸다. 사회적 불안을 유발하는 몇 가지 다른 유발 요인이 존재한다. 몇 가지 예는 다음과 같다.
- 새로운 사람에게 소개되기
- 놀림 및 비판 받기
- 쉽게 당황하기
- 공개적으로 휴대전화에 응답하기

시선공포증은 종종 다른 불안 장애와 공통된 증상을 초래한다. 시선공포증의 증상에는 비합리적인 공황감, 공포감, 공포감, 빠른 심장 박동, 숨가쁨, 메스꺼움, 구강 건조, 떨림, 불안 및 회피가 포함된다. 시선공포증과 관련된 다른 증상으로는 과호흡, 근육 긴장, 현기증, 통제할 수 없는 흔들림 또는 떨림, 과도한 눈 눈물 및 눈 충혈 등이 있다.

## 원인
시선공포증은 다른 사람의 시선에 대한 두려움이 사회적 환경에서 발생하는 특정 사건이기 때문에 사회공포증과 특정공포증 모두로 간주된다는 점에서 공포증 중에서 독특하다. 대부분의 공포증은 일반적으로 한 범주 또는 다른 범주에 속하지만 시선공포증은 두 범주 모두에 배치될 수 있다. 반면에 대부분의 공포증과 마찬가지로 시선공포증은 일반적으로 개인의 삶에서 충격적인 사건으로 인해 발생한다. 시선공포증이 있으면 그 사람이 어렸을 때 대중의 조롱을 받았을 가능성이 높다. 또한, 시선공포증이 있는 사람은 신체 장애로 인해 대중의 시선을 받는 경우가 많다.
사회 공포증/사회 불안 협회(Social Phobia/Social Anxiety Association)에 따르면, 2012년 미국 정부 데이터에 따르면 사회 불안은 특정 시점에 인구의 7% 이상에게 영향을 미치는 것으로 나타났다. 평생 동안 연장하면 그 비율은 13%로 증가

## 같이 보기
- 사시 (민속)
- 응시
- 일반화된 타인
- 관계의 발상과 관계의 망상
- 공포증 목록
- 절시증
- 사회 불안
- 사회 낙인
- 무대 공포
- 성심리 발전

## 참고 도서
- Moss Hart, Lady in the Dark (New York 1941)